# Сражение при Арахове (1943)
Сражение при Арахове  (греч.  Μάχη στην Αράχωβα) — операция частей греческой партизанской армии ЭЛАС против элитных соединений Вермахта, состоявшееся 10 сентября 1943 года.
Одно из ряда характерных срочных сражений сентября 1943 года в материковой Греции, вызванных выходом Италии из войны и гонкой на опережение греческих партизанских сил и Вермахта, главной целью которых, наряду с сдачей итальянских частей, был перехват (трофейного) итальянского оружия.

## Предыстория — выход Италии из войны
В период тройной, германо-итало-болгарской, оккупации Греции (1941—1944), итальянской армии была предоставлена бо́льшая часть материковой Греции, Ионические острова и часть островов Эгейского моря.
К моменту выхода Италии из войны в Греции располагалась 11-я армия (Италия), под командованием генерала Карло Векиярелли, насчитывавшая 12 дивизий (до 250 тыс. солдат).
По соглашению между германским и итальянским командованием в Греции, в конце июля 1943 года командование 11-й итальянской армии переходило в руки германского юго-восточного оперативного штаба, руководимого генералом Александером Лёром.
По всей Греции, за малыми исключениями, итальянцы сдавались немцам, согласно приказу Векьярелли:

## Яблоко раздора
Т. Герозисис пишет: «Итальянское оружие в Греции внезапно приобрело в эти сентябрьские дни колоссальное значение. Забытая бесславная итальянская армия, в своём последнем вздохе, получила неожиданную славу. Её труп приобрёл больший вес, нежели её жизнь».
Черчилль писал в своих мемуарах: «Итальянская капитуляция в сентябре 1943 года нарушила весь баланс сил в Греции. ЭЛАС сумел обеспечить для себя большую часть итальянского оружия, включая оружие целой итальянской дивизии, и достичь военного превосходства. Угроза коммунистического движения в случае немецкого отступления, которая и практически вырисовывалась сейчас возможной, требовала пристального внимания».

## Операция в Арахове
На рассвете 9 сентября 1943 года, 400 партизан из батальона ЭЛАС горы Парнас, под командованием офицера кавалерии капитана Никифора вместе с группами «резервистов» из регионов Стири, Араховы, Десфины, Дистомо окружили городок Арахова в Беотии и потребовали от итальянского батальона расположенного в городке сдать им оружие.
Таким же было намерение и немецкого 18 полка из переброшенной в Грецию из Югославии 104й егерской дивизии, который не располагая информацией о блокировании Араховы партизанами выступил только утром 10 сентября.
Между тем командир (майор) итальянского гарнизона затягивал переговоры о сдаче ожидая подхода немцев, но и партизаны установили засады на подступах к городу, чтобы пресечь попытку Вермахта помешать сдаче итальянского гарнизона партизанам ЭЛАС.
Одновременно командование Вермахта в регионе задействовало для встречной (на опережение) операции кроме 104й дивизии и полк из переброшенной в Грецию с территории СССР 4й моторизованной полицейской дивизии СС
Первой из города Амфиса выступила колонна 12 немецких грузовиков с 140 солдатами 104й дивизии.

## Сражение
Колонна немецких грузовиков была остановлена выстрелами из единственного партизанского миномёта у последних домов Араховы.
Немецкая часть заняла позиции и упорно оборонялась, но вскоре немецкие позиции обошла рота партизан из Левадии (из ΙΙΙ батальона 34-го полка) и группы резервистов из Давлии, Дистомо и Стири.
Сражение переросло в рукопашный бой.
Командир 9-й роты ΙΙΙ/34 батальона Левадии, Никос Калопитас, свидетельствует, что возглавлявший резервистов из Стири Христос Кацулис, убил в рукопашной (последовательно) двух немцев, пока не был расстрелян в спину очередью из автомата третьим.
Сражение продолжилось 5 часов и завершилось впечатляющей победой греческих партизан. Немцы оставили на поле боя до сотни убитых и 10 пленных.
В сражении погибли до 15 партизан.
Кроме Христоса Кацулиса возглавлявшего резервистов из Стири, в сражении погиб и Харлампий Паппас, возглавлявший резервистов из Десфины.
Отказавшись от своих планов в отношении Араховы, остатки разбитой колонны отступили.
Но при их отступлении они подверглись атаке политического противника ЭЛАС в регионе т. н «полка 5/42» под командованием майоров Манеоса и Фармакиса. В конечнои итоге только 25 солдатам из колонны 104-й дивизии Вермахта удалось вернуться в Амфису.
Партизаны достигли своей основной цели — заполучили трофейное итальянское оружие (пленные итальянцы вообще не упоминаются).

## Последствия
В ответ на своё поражение немцы повесили в городе Ливадия, «всего 10» жителей, что по меркам германской политики в Греции означало что население отделалось малой кровью. Части 104-й егерской и 4-й полицейской дивизий безуспешно попытались с занять Арахову с ходу, после чего вынужденно вмешались части дивизии Бранденбург-800 с их артиллерией.
Не обращая более внимание на Арахову, где партизаны опередили их, части Вермахта сконцентрировали свои усилия на близлежащий городок Лидорики, где на этот раз немцы опередили партизан и разоружили итальянский гарнизон этого города.
Благодаря трофейному оружию итальянского батальона 34й полк ЭЛАС довёл число своих батальонов до пяти.
Через месяц и в 45 км от греческой столицы 34 полк ЭЛАС одержал одну из самых блестящих своих побед разбив (150 убитых и пленных) роту 11-й авиаполевой дивизии люфтваффе (см. Бои в Дервенохорья).